# Đấu trường Tưởng niệm Los Angeles
Đấu trường Tưởng niệm Los Angeles (tiếng Anh: Los Angeles Memorial Coliseum) là một sân vận động thể thao đa năng ngoài trời của Hoa Kỳ nằm trong khu vực Exposition Park của Los Angeles, California. Được coi là một dấu ấn của niềm tự hào dân tộc, Đấu trường được đưa vào hoạt động vào năm 1921 như một đài tưởng niệm các cựu chiến binh L.A. trong Chiến tranh thế giới thứ nhất. Được hoàn thành vào năm 1923, sân sẽ trở thành sân vận động đầu tiên tổ chức Thế vận hội Mùa hè ba lần khi tổ chức Thế vận hội Mùa hè 2028. Sân vận động trước đây đã từng tổ chức Thế vận hội Mùa hè vào các năm 1932 và 1984. Sân được công nhận là Danh lam Lịch sử Quốc gia Hoa Kỳ vào ngày 27 tháng 7 năm 1984, một ngày trước lễ khai mạc Thế vận hội Mùa hè 1984.
Sân vận động là sân nhà của đội bóng bầu dục Trojans của Đại học Nam California (USC) của Pac-12 Conference. USC, công ty điều hành và quản lý Đấu trường, đã cấp quyền đặt tên cho United Airlines vào tháng 1 năm 2018; sau khi Ủy ban Đấu trường đưa ra những lo ngại, hãng hàng không đã trở thành nhà tài trợ chính cho mặt sân, đặt tên là United Airlines Field tại Đấu trường Tưởng niệm Los Angeles. Sân vận động nằm trong Công viên Exposition, thuộc sở hữu của Bang California, và đối diện với USC. Đấu trường thuộc sở hữu chung của Bang California, Quận Los Angeles, Thành phố Los Angeles và được quản lý và điều hành bởi Khoa Dịch vụ Phụ trợ của Đại học Nam California.
Đây là sân nhà của Los Angeles Rams của National Football League (NFL) từ năm 1946 đến năm 1979, khi họ chuyển đến Sân vận động Anaheim ở Anaheim. Đấu trường lại phục vụ như sân nhà của họ từ năm 2016 đến năm 2019 trước khi đội chuyển đến Sân vận động SoFi ở Inglewood. Cơ sở có sức chứa cố định là 93.607 chỗ ngồi cho các trận đấu của đội bóng bầu dục USC và Rams, khiến sân trở thành sân vận động bóng bầu dục lớn nhất trong Pac-12 Conference và NFL.
Sân vận động cũng là sân nhà tạm thời của Los Angeles Dodgers của Major League Baseball từ năm 1958 đến năm 1961 và là địa điểm tổ chức các trận 3, 4 và 5 của World Series 1959. Đây là địa điểm của Trận đấu vô địch thế giới AFL-NFL đầu tiên, sau này được gọi là Super Bowl I và Super Bowl VII. Ngoài ra, sân đã từng là sân nhà của một số đội khác, bao gồm cả mùa giải khai mạc năm 1960 của Los Angeles Chargers, Los Angeles Raiders của NFL và đội bóng bầu dục UCLA Bruins.
Từ năm 1959 đến năm 2016, Nhà thi đấu Thể thao Tưởng niệm Los Angeles nằm liền kề Đấu trường; Nhà thi đấu Thể thao đã bị đóng cửa vào tháng 3 năm 2016 và bị phá dỡ. Sân vận động Banc of California, một sân vận động dành riêng cho bóng đá và là sân nhà của Los Angeles FC của Major League Soccer, được xây dựng trên địa điểm trước đây của Sports Arena và được khánh thành vào tháng 4 năm 2018.
USC đã bắt đầu cải tạo lớn sân vận động vào đầu năm 2018. Trong thời gian dự án cải tạo, sức chứa là 78.467 chỗ ngồi và trở thành 77.500 chỗ ngồi sau khi hoàn thành vào năm 2019. Dự án trị giá 315 triệu đô la đã được hoàn thành vào mùa giải bóng bầu dục 2019 và là lần nâng cấp lớn đầu tiên của sân vận động trong hai mươi năm. Dự án bao gồm việc thay thế chỗ ngồi cùng với việc bổ sung các hộp sang trọng và dãy phòng câu lạc bộ.
Đội Major League Rugby, LA Giltinis sẽ thi đấu trên sân nhà tại Đấu trường Tưởng niệm Los Angeles từ năm 2021.